# Campeonato Europeo Sub-17 de la UEFA 2003
El Campeonato Europeo Sub-17 de la UEFA 2003 se llevó a cabo en Portugal del 7 al 17 de mayo y contó con la participación de 8 selecciones infantiles de Europa provenientes de una fase eliminatoria.
El anfitrión Portugal venció en la final a España para ganar su quinto título continental de la categoría.

## Fase de grupos

### Grupo A
| País      | J | G | E | P | GF | GC | GD | Pts |
| --------- | - | - | - | - | -- | -- | -- | --- |
| Portugal  | 3 | 3 | 0 | 0 | 6  | 2  | 4  | 9   |
| Austria   | 3 | 2 | 0 | 1 | 3  | 1  | 2  | 6   |
| Dinamarca | 3 | 1 | 0 | 2 | 4  | 5  | -1 | 3   |
| Hungría   | 3 | 0 | 0 | 3 | 0  | 5  | -5 | 0   |

| 7 de mayo de 2003 | Portugal                                       | 3 – 2 | Dinamarca     | Estádio do Fontelo, Viseu |                           |
|                   | João Pedro 34' · Paulo Machado 40' · Curto 55' | [http://en.archive.uefa.com/competitions/under17/history/season=2003/round=1590/match=71005/index.html (enlace roto disponible en Internet Archive; véase el historial, la primera versión y la última). Reporte] | 32' 42' Torry | Árbitro(s): Damir Skomina | Árbitro(s): Damir Skomina |

| 7 de mayo de 2003 | Austria    | 1 – 0 | Hungría | Municipal, Nelas           |                            |
|                   | Saurer 78' | [http://en.archive.uefa.com/competitions/under17/history/season=2003/round=1590/match=71006/index.html (enlace roto disponible en Internet Archive; véase el historial, la primera versión y la última). Reporte] |         | Árbitro(s): Sergiy Berezka | Árbitro(s): Sergiy Berezka |

| 9 de mayo de 2003 | Portugal  | 1 – 0   | Austria | Estádio Dr. Orlando Mendes, Santa Comba Dão |                               |
|                   | Curto 14' | Reporte |         | Árbitro(s): Kuddusi Müftüoglu               | Árbitro(s): Kuddusi Müftüoglu |

| 9 de mayo de 2003 | Dinamarca                | 2 – 0 | Hungría | Municipal, Mangualde   |                        |
|                   | Storm 33' · Jakobsen 50' | [http://en.archive.uefa.com/competitions/under17/history/season=2003/round=1590/match=71014/index.html (enlace roto disponible en Internet Archive; véase el historial, la primera versión y la última). Reporte] |         | Árbitro(s): Novo Panic | Árbitro(s): Novo Panic |

| 11 de mayo de 2003 | Hungría | 0 – 2 | Portugal                       | Estádio do Fontelo, Viseu      |                                |
|                    |         | [http://en.archive.uefa.com/competitions/under17/history/season=2003/round=1590/match=71015/index.html (enlace roto disponible en Internet Archive; véase el historial, la primera versión y la última). Reporte] | 50' Bruno Gama · 62' Vieirinha | Árbitro(s): Stefan Johannesson | Árbitro(s): Stefan Johannesson |

| 11 de mayo de 2003 | Dinamarca | 0 – 2 | Austria                 | Municipal, Nelas             |                              |
|                    |           | [http://en.archive.uefa.com/competitions/under17/history/season=2003/round=1590/match=71016/index.html (enlace roto disponible en Internet Archive; véase el historial, la primera versión y la última). Reporte] | 42' Mayer · 83' Horvath | Árbitro(s): Veaceslav Banari | Árbitro(s): Veaceslav Banari |

### Grupo B
| País       | J | G | E | P | GF | GC | GD | Pts |
| ---------- | - | - | - | - | -- | -- | -- | --- |
| España     | 3 | 2 | 1 | 0 | 7  | 2  | 5  | 7   |
| Inglaterra | 3 | 1 | 2 | 0 | 4  | 3  | 1  | 5   |
| Italia     | 3 | 1 | 1 | 1 | 4  | 2  | 2  | 4   |
| Israel     | 3 | 0 | 0 | 3 | 1  | 9  | -8 | 0   |

| 7 de mayo de 2003 | Israel              | 1 – 2 | Inglaterra                | Municipal, Santa Marta de Penaguião |                        |
|                   | Rafaelov 47' (pen.) | [http://en.archive.uefa.com/competitions/under17/history/season=2003/round=1590/match=71007/index.html (enlace roto disponible en Internet Archive; véase el historial, la primera versión y la última). Reporte] | 51' Bowditch · 54' Milner | Árbitro(s): Novo Panic              | Árbitro(s): Novo Panic |

| 7 de mayo de 2003 | España                | 2 – 0 | Italia | Complexo Desportivo Monte da Forca, Vila Real |                               |
|                   | Cases 28' · Nadal 35' | [http://en.archive.uefa.com/competitions/under17/history/season=2003/round=1590/match=71008/index.html (enlace roto disponible en Internet Archive; véase el historial, la primera versión y la última). Reporte] |        | Árbitro(s): Kuddusi Müftüoglu                 | Árbitro(s): Kuddusi Müftüoglu |

| 9 de mayo de 2003 | Israel | 0 – 3 | España                            | Manuel Branco Teixeira, Chaves |                              |
|                   |        | [http://en.archive.uefa.com/competitions/under17/history/season=2003/round=1590/match=71009/index.html (enlace roto disponible en Internet Archive; véase el historial, la primera versión y la última). Reporte] | 33' Silva · 36' David · 47' Cases | Árbitro(s): Veaceslav Banari   | Árbitro(s): Veaceslav Banari |

| 9 de mayo de 2003 | Inglaterra | 0 – 0 | Italia | Manuel Branco Teixeira, Chaves |                                |
|                   |            | [http://en.archive.uefa.com/competitions/under17/history/season=2003/round=1590/match=71010/index.html (enlace roto disponible en Internet Archive; véase el historial, la primera versión y la última). Reporte] |        | Árbitro(s): Stefan Johannesson | Árbitro(s): Stefan Johannesson |

| 11 de mayo de 2003 | Inglaterra              | 2 – 2   | España                | Complexo Desportivo Monte da Forca, Vila Real |                            |
|                    | Taylor 47' · Milner 51' | Reporte | 9' Nadal · 27' Jurado | Árbitro(s): Sergiy Berezka                    | Árbitro(s): Sergiy Berezka |

| 11 de mayo de 2003 | Italia                         | 4 – 0 | Israel | Municipal, Santa Marta de Penaguião |                           |
|                    | Pozzi 32' 46' · Lupoli 35' 78' | [http://en.archive.uefa.com/competitions/under17/history/season=2003/round=1590/match=71012/index.html (enlace roto disponible en Internet Archive; véase el historial, la primera versión y la última). Reporte] |        | Árbitro(s): Damir Skomina           | Árbitro(s): Damir Skomina |

## Fase final

### Semifinales
| 14 de mayo de 2003 | Portugal                             | 2 – 2 (3 - 2 p.) | Inglaterra                                 | Estádio do Fontelo, Viseu |                           |
|                    | Vieirinha 10' · Saleiro 82'          | [http://en.archive.uefa.com/competitions/under17/history/season=2003/round=1591/match=71172/index.html (enlace roto disponible en Internet Archive; véase el historial, la primera versión y la última). Reporte] | 8' Bowditch · 21' Milner                   | Árbitro(s): Damir Skomina | Árbitro(s): Damir Skomina |
|                    |                                      | Tiros desde el punto penal |                                            |                           |                           |
|                    | Machado · Vieirinha · Saleiro · Gama | | Doyle · Moore · Milner · Ifil · Leadbitter |                           |                           |

| 14 de mayo de 2003 | España                           | 5 – 2 | Austria                   | Municipal, Mangualde           |                                |
|                    | David 4' 12' 37' 68' · Cases 16' | [http://en.archive.uefa.com/competitions/under17/history/season=2003/round=1591/match=71173/index.html (enlace roto disponible en Internet Archive; véase el historial, la primera versión y la última). Reporte] | 59' Fuchs · 62' Stankovic | Árbitro(s): Stefan Johannesson | Árbitro(s): Stefan Johannesson |

### Tercer lugar
| 17 de mayo de 2003 | Inglaterra | 0 – 1 | Austria    | Estádio Dr. Orlando Mendes, Santa Comba Dão |                            |
|                    |            | [http://en.archive.uefa.com/competitions/under17/history/season=2003/round=1592/match=71174/index.html (enlace roto disponible en Internet Archive; véase el historial, la primera versión y la última). Reporte] | 53' Pirker | Árbitro(s): Sergiy Berezka                  | Árbitro(s): Sergiy Berezka |

### Final
| 17 de mayo de 2003 | Portugal             | 2 – 1 | España    | Estádio do Fontelo, Viseu |                        |
|                    | Márcio Sousa 22' 47' | [http://en.archive.uefa.com/competitions/under17/history/season=2003/round=1593/match=71177/index.html (enlace roto disponible en Internet Archive; véase el historial, la primera versión y la última). Reporte] | 42' David | Árbitro(s): Novo Panic    | Árbitro(s): Novo Panic |

|  |  |

| ARQ              | 12 | Mário Felgueiras |     |     |
| DEF              | 2  | João Dias        | 60' |     |
| DEF              | 4  | Miguel Veloso    |     |     |
| DEF              | 14 | Paulo Ricardo    |     |     |
| DEF              | 3  | Tiago Gomes      |     |     |
| MED              | 6  | Paulo Machado    |     |     |
| MED              | 17 | João Coimbra     |     | 70' |
| MED              | 10 | Márcio Sousa     |     | 77' |
| DEL              | 7  | Vieirinha        |     |     |
| DEL              | 15 | João Pedro       |     | 52' |
| DEL              | 9  | Carlos Saleiro   |     |     |
| Sustitutos:      |    |                  |     |     |
| ARQ              | 1  | Pedro Freitas    |     |     |
| DEF              | 13 | Vítor Vinha      |     |     |
| DEF              | 5  | Tiago Costa      |     |     |
| MED              | 8  | João Moutinho    |     | 77' |
| DEL              | 11 | Hélder Barbosa   |     |     |
| DEL              | 16 | Bruno Gama       |     | 52' |
| DEL              | 18 | Manuel Curto     |     | 70' |
| Entrenador:      |    |                  |     |     |
| António Violante |    |                  |     |     |

| ARQ              | 13 | Antonio Adán    |     |     |
| DEF              | 2  | Manuel Ruz      |     | 72' |
| DEF              | 5  | Sergio Sánchez  |     |     |
| DEF              | 14 | César Arzo      | 81' |     |
| DEF              | 3  | Raúl Llorente   |     |     |
| MED              | 8  | Markel Bergara  |     | 63' |
| MED              | 16 | José Cases      |     | 49' |
| MED              | 11 | Jurado          |     |     |
| MED              | 10 | David Silva     |     |     |
| DEL              | 7  | Sisi            |     |     |
| DEL              | 9  | David Rodríguez |     |     |
| Sustitutos:      |    |                 |     |     |
| ARQ              | 1  | Roberto Jiménez |     |     |
| DEF              | 4  | Marcos Martín   |     |     |
| DEF              | 17 | César Collado   |     | 72' |
| MED              | 6  | Marcos Tébar    |     | 49' |
| MED              | 15 | Eneko Urien     |     |     |
| DEL              | 12 | Manu Alejandro  |     |     |
| DEL              | 18 | Xisco Nadal     |     | 63' |
| Entrenador:      |    |                 |     |     |
| Juan Santisteban |    |                 |     |     |

## Goleadores
6 goles
- David Rodríguez

3 goles
- James Milner
- José Cases

2 goles
| - Mads Torry - Dean Bowditch - Arturo Lupoli | - Nicola Pozzi - Manuel Curto - Márcio Sousa | - Vieirinha - Xisco Nadal |

1 gol
| - Christian Fuchs - Daniel Horvath - Patrick Mayer - Daniel Pirker - Christoph Saurer - Marko Stanković | - Michael Jakobsen - Bo Storm - Steven Taylor - Lior Refaelov - Bruno Gama | - João Pedro - Paulo Machado - Carlos Saleiro - Jurado - David Silva |

## Campeón
| Eurocopa Sub-17 2003 |
| -------------------- |
| Bandera de Portugal  |
| Portugal 5º Título   |

## Clasificados al Mundial Sub-17
| - Austria - España | - Inglaterra - Portugal |